# 関西芸術座
関西芸術座（かんさいげいじゅつざ）は、大阪市西区阿波座に本拠地を持つ劇団。

## 概要
創立は1957年5月。五月座、制作座、民衆劇場の合同による。第1回上演作は劇作家マックス・フリッシュ脚本の「そら、又歌っている」であった。関西の代表的な新劇劇団で、1950年代から60年代にかけては、東京の新劇団関西公演に匹敵する観客動員数を示した。関西俳優協議会会員。関西芸能マネージャー協議会会員。大阪劇団協議会会員。
1995年に大阪市阿倍野区文の里から大阪市西成区岸里東に移転。こけら落とし公演はアリストパネス作の「女の平和」であった。その後、2012年4月に大阪市西成区岸里東から西区立売堀3-8-4に移転した。

## 所属タレント

### 所属タレント（男性）
- 亀井賢二
- 門田裕
- 多々納斉
- 竹本翔之介
- 南谷峰洋
- 藤吉雅人
- 森本竜一
- 松本幸司
- 山本峻也
- 横岡祐太
- 菊地修平
- 多田慎吾
- 林睦人
- 芳本亘世
- 前田英利
- 上沢拓也
- 土井大之
- 谷口祥之
- 大村昇汰
- 藤田倖輝
- 成瀨潤
- 中野克哉
- 森瑛仁

### 所属タレント（女性）
- 路井恵美子
- 藤田千代美
- 川本美由紀
- 松寺千恵美
- 田中恵理
- マエダユミ
- 川上律美
- 梅田千絵
- 酒井雅代
- 鴻池央子
- 川瀬真理
- 岩村春花
- 勇来佳加
- 境谷純
- 永井敦子
- 恒川愛子
- 郷原慧
- 保田麻衣
- 橘愛実
- 吉田真由
- 淵上真如
- 未花子
- 山岡由梨子
- 濱田楓香
- 菊地彩香
- 上田あかり
- 谷川小夏
- 村尾保乃花
- 森中里菜

## 出身者

### 出身者（男性）
- 安倍潮
- 飯沼慧
- 伊能努
- 岩田直二
- 岩鶴恒義
- 小川和寛
- 奥村まこと
- 尾花かんじ
- 要冷蔵
- 北見唯一
- 北脇光喜
- 楠年明
- 国田栄弥
- 五王四郎
- 小松健悦
- 西園寺章雄
- 西前忠久
- 酒元信行
- 芝本正
- 島田順司
- 高桐真
- 田畑猛雄
- 寺下貞信
- 波田久夫
- 福澤重文
- 福寿淳
- 松本昇三
- 水城なおき
- 溝田繁
- 宮島玄
- 村上かず
- 山口勝成
- 山本弘

### 出身者（女性）
- 朝比奈潔子
- 雨宮良子
- 彩世侑希
- 和泉敬子
- 祝迫樹理
- 小笠原町子
- 押元奈緒子
- 小野朝美
- 海部八千代
- 河東けい
- 河野元子
- 楠本光子
- 國武綾
- 小林泉
- 坂本和子
- 佐藤綾
- 新屋英子
- 竹下かおり
- 武田直子
- 中井佳代
- 中馬里菜
- 中嶋洋子
- 藤木洋子
- 藤原マキ
- 藤山喜子
- 町田米子
- 松谷令子
- 宮田圭子
- 村崎由佳
- 山之内重美
- 栁澤美由紀